# Schloss Vigny

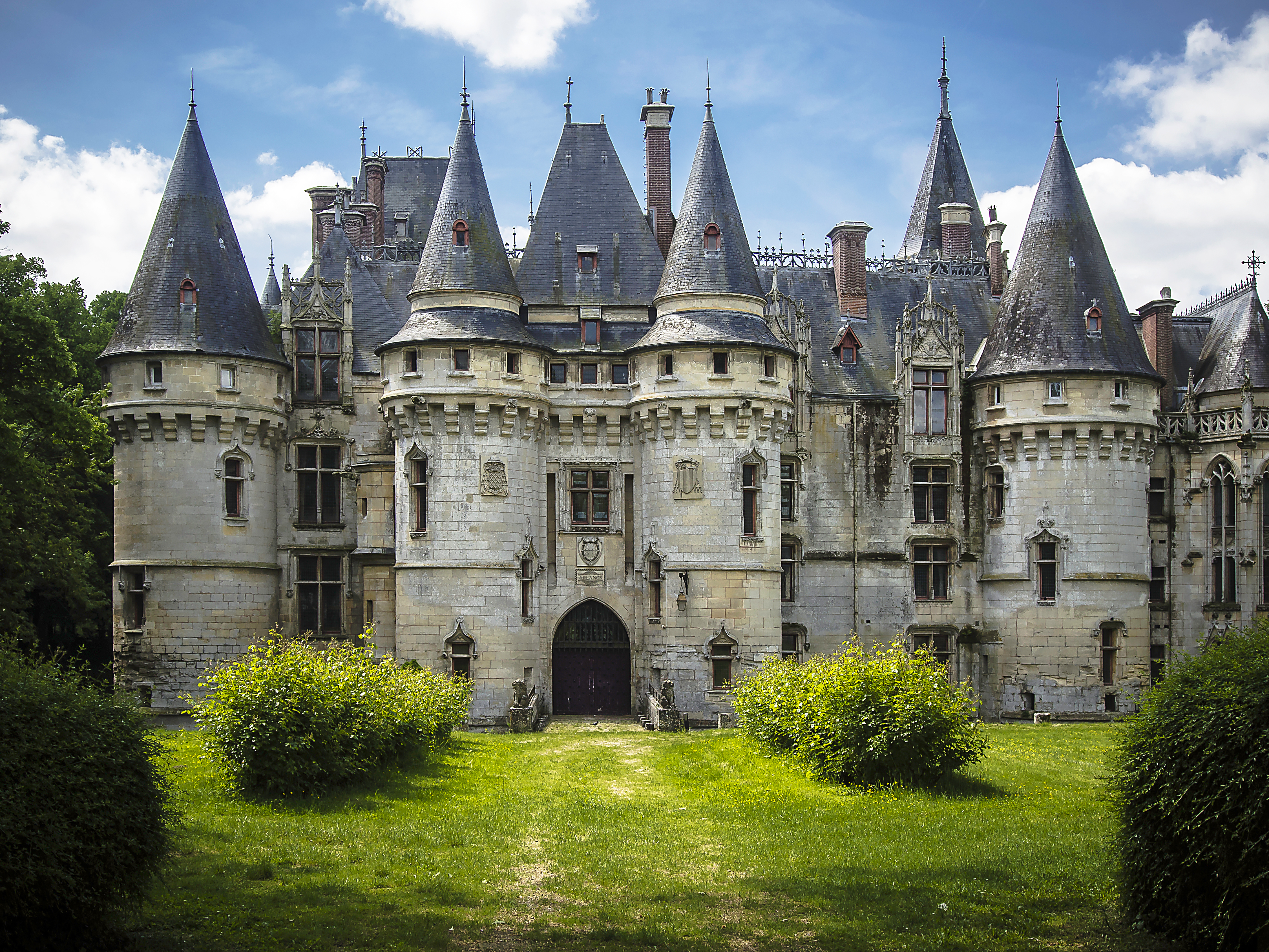
Nordfassade des Schlosses Vigny

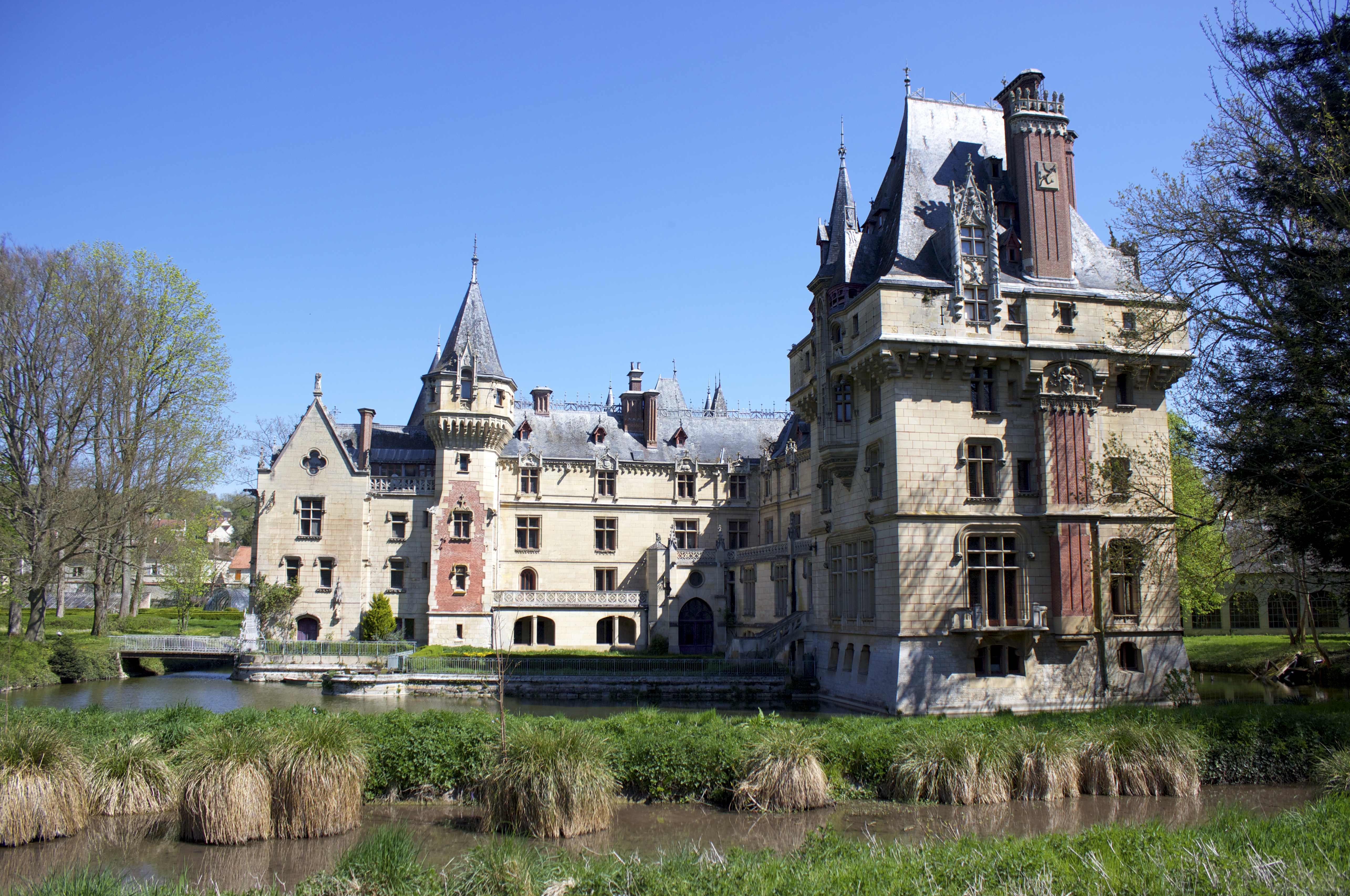
Schlossansicht von Süden

Das Schloss Vigny (französisch Château de Vigny) ist eine neugotische Schlossanlage in der französischen Gemeinde Vigny des Départements Val-dʼOise. Sie ging aus einem Herrenhaus (französisch manoir) des 14. Jahrhunderts hervor, das zu Beginn des 16. Jahrhunderts von Georges d’Amboise durch ein Renaissanceschloss ersetzt wurde.
Im Laufe seiner Geschichte gehörte die Anlage einigen der mächtigsten Familien Frankreichs, darunter Mitgliedern der Häuser Amboise, Montmorency und Rohan. Diese empfingen dort hochgestellte Persönlichkeiten wie die Könige Heinrich II. und Ludwig XIII. sowie Kardinal Richelieu. Durch den Grafen Philippe Vitali, prince de SantʼEusebio, ab 1888 im Stil der Neugotik erstmals instand gesetzt und verändert, wird die in ihrer Substanz stark bedrohte Schlossanlage seit 2018 durchgreifend restauriert und saniert. Die Arbeiten werden dabei mit Mitteln der öffentlichen Hand, Lotterien, Spenden und durch die Unterstützung von Denkmalinstitutionen gefördert. Damit sollen sowohl das seit dem 28. Dezember 1984 als eingeschriebenes Monument historique (französisch Monument historique inscrit) eingestufte Schloss als auch sein Park, der am 27. April 1988 in das französische Denkmalinventar aufgenommen wurde, dauerhaft gerettet werden.

## Geschichte

### Anfänge
Eine Seigneurie Vigny existierte bereits im 13. Jahrhundert, aber erst für 1337 ist auch ein dortiges Herrenhaus verbürgt. In jenem Jahr verzichtete Éloi (auch Eloit) de Loudon, genannt Souillart, Sohn und Erbe der Jeanne la Crespelle, auf seine Rechte am Manoir in Vigny. Später war die Seigneurie im Besitz der Familie Courcelles. Alten Chroniken zufolge soll sie während des Hundertjährigen Krieges dann an Richard Marbury, einen Gefolgsmann von John of Lancaster, erstem Herzog von Bedford, gekommen sein. Seine Kinder aus der Ehe mit Jeanne de La Croix verkauften den Besitz 1501 an Louis de Hédouville, Seigneur von Sandricourt und 1495 Bailli sowie Gouverneur von Blois. Nach dessen Tod veräußerte seine Witwe Françoise de Rouvray Manoir und Land am 16. November 1504 an Kardinal Georges d’Amboise weiter.

### Die Familien Amboise und Montmorency

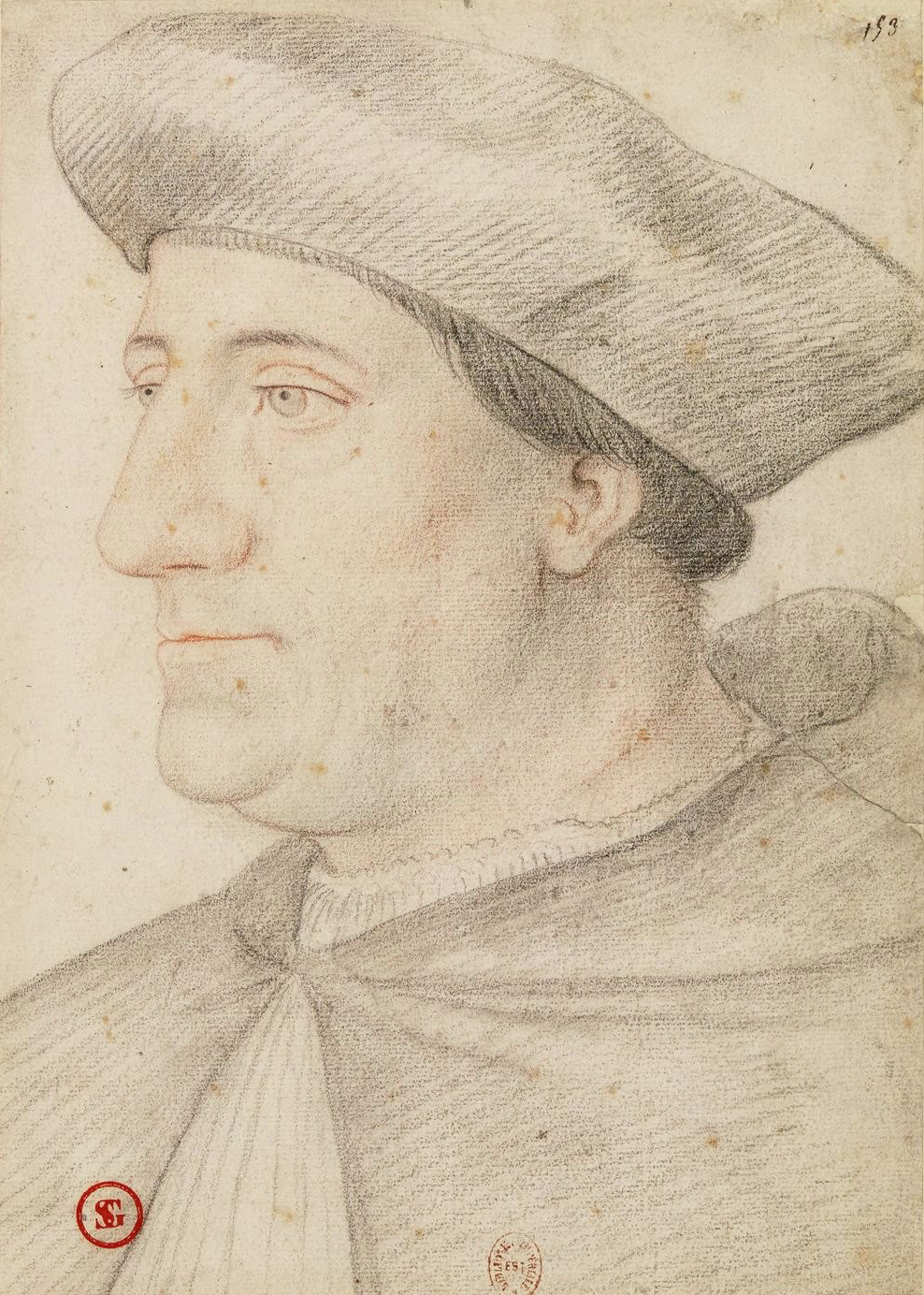
Georges dʼAmboise legte den Grundstein für das heutige Schloss; Porträt aus dem 16. Jahrhundert

Der erste Minister Ludwigs XII. ließ in Vigny ein Schloss errichten, das in seiner Grunddisposition als geschlossene Vierflügelanlage noch an mittelalterliche Wehranlagen erinnerte, doch zugleich schon erste Elemente der französischen Renaissance zeigte. Dabei ist nicht sicher, ob Georges d’Amboise ein bestehendes Gebäude aus- bzw. umbauen oder einen kompletten Neubau errichten ließ. Möglicherweise war der Schlossbau schon, kurz bevor der Kardinal neuer Seigneur wurde, begonnen worden. Bekannt ist, dass er sich gerne nach Vigny zurückzog, um Abstand von den politischen Geschäften und dem französischen Königshof zu gewinnen. Zur selben Zeit vollendete Georgesʼ Neffe Charles II. d’Amboise den Neubau des Schlosses Chaumont an der Loire, das vermutlich Modell für die Anlage in Vigny gestanden hat, denn die beiden Schlösser weisen große Ähnlichkeiten auf. Bei Georgesʼ Tod im Jahr 1510 waren die Bauarbeiten in Vigny noch nicht abgeschlossen, und so oblag es seinem Erben Georges II. d’Amboise, den Schlossbau zu beenden. Er vergrößerte den Landbesitz durch Zukäufe umliegender Ländereien und erwarb im Jahr 1541 das benachbarte Manoir de la Comté hinzu. Er starb 1550 im Schloss und hinterließ es seiner Schwester Renée dʼAmboise, welche die Anlage am 23. Juni 1555 für 50.000 Livres an Anne de Montmorency, Connétable von Frankreich, verkaufte. Dessen Devise Aplanos (auf Deutsch in etwa „standhaft, beständig, gradlinig“) findet sich über dem Hauptportal. Sie war (vermutlich in der Regierungszeit Ludwigs XIV.) entfernt worden, um an dieser Stelle einen Balkon anzubringen. Bruchstücke der Inschrift und des Montmorency-Wappens wurden Ende des 19. Jahrhunderts im Schlossgraben gefunden und für die heutige Rekonstruktion verwendet.

### Die Familien Lévis und Rohan
Anne de Montmorency vermachte das Schloss seiner Frau Madeleine de Savoie, der es bis zu ihrem Tod im Jahr 1586 gehörte. Dann ging es an den dritten Sohn des Paares, Charles, bei dessen kinderlosem Tod 1612 es sein Neffe Henri II. de Montmorency, Admiral von Frankreich, erhielt. Allerdings besaß Charlesʼ Witwe Renée de Cossé ein lebenslanges Nießbrauchrecht, sodass Henri II. erst nach ihrem Tod 1622 die Verfügungsgewalt über die Anlage erhielt. Wegen seiner Beteiligung an einem Aufstand gegen Kardinal Richelieu wurde er 1632 in Toulouse hingerichtet und seine Güter von der Krone eingezogen. Henris Schwester Marguerite, verwitwete Herzogin von Ventadour, erhielt Vigny aber im März 1633 vom König zurück. Sie vermachte das Schloss bei ihrem Tod 1660 ihrem Drittgeborenen François Christophe de Lévis-Ventadour. Weil dieser aber schon im Jahr darauf unverheiratet starb, ging das Erbe an Louis-Charles de Lévis, den Sohn von François Christophes älterem Bruders Charles. Der Erbe war zu diesem Zeitpunkt noch minderjährig und stand unter der Vormundschaft seiner Mutter Marie de La Guiche. Bis ihr Sohn die Verwaltung seiner Güter selbst übernahm, nannte sie sich dame de Vigny.

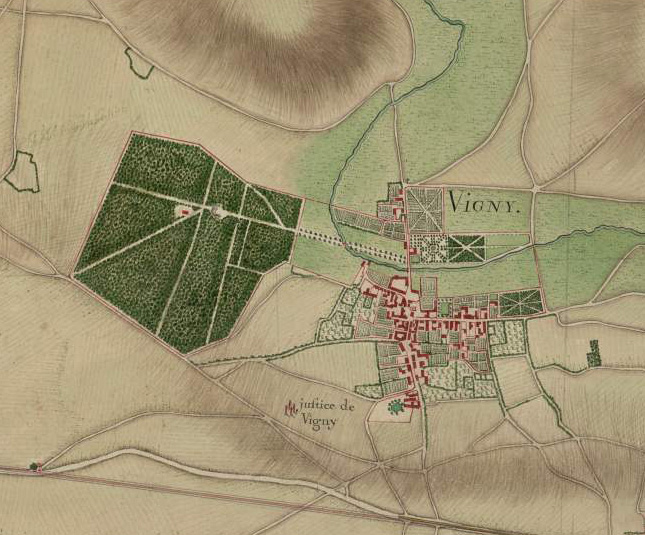
Vigny und sein Schloss im Trudaine-Atlas, 1745–1780

Louis-Charlesʼ einzige Tochter Anne-Geneviève aus der Ehe mit Charlotte de La Mothe-Houdancourt heiratete 1691 Louis-Charles de La Tour d’Auvergne, prince de Turenne, und erhielt das Schoss Vigny als Mitgift. Nach dem frühen Tod ihres ersten Mannes heiratete sie in zweiter Ehe Hercule Mériadec de Rohan und hinterließ Vigny bei ihrem Tod 1727 ihrem Enkel Charles de Rohan, Fürst von Soubise, dem ältesten Sohn ihres bereits verstorbenen Sohnes Jules Francois Louis de Rohan. Nur ein Jahr vor ihrem Ableben hatte sie im Schloss noch eine neue Kapelle einrichten lassen. Charles war zum Zeitpunkt der Erbschaft erst elf Jahre alt und seine Eltern zwei Jahre zuvor beide an den Pocken gestorben; deshalb wurden Schloss und Herrschaft Vigny vorerst von seinem Großvater Hercule-Mériadec verwaltet. Aber auch nach dem Erreichen seiner Mündigkeit hielt sich Charles nur sehr selten in Vigny auf, denn er bevorzugte als Aufenthaltsort das neuere und komfortablere Schloss Roberval, das er von seinem Großvater geerbt hatte. Wegen hoher Schulden musste er das Nießbrauchrecht am Schloss in Vigny 1759 an Jean-Baptiste Yvel verkaufen. Dieser überließ die Anlage aber Charlesʼ Tochter Victoire Armande Josephe zur Nutzung. Sie zog sich dorthin zurück, nachdem sie und ihr Mann Henri Louis Marie de Rohan durch ihren völligen Bankrott einen Skandal in Paris ausgelöst hatten. Das Paar hatte deshalb 1782 den Hof verlassen und alle Hofämter abgeben müssen. Zu jener Zeit waren die Schlossgebäude schon stark heruntergekommen und die Schlosskapelle bereits nicht mehr genutzt und leergeräumt.

### In bürgerlicher Hand und Wiederherstellung im Stil der Neugotik

Schloss Vigny nach den Bauarbeiten unter Philippe Vitali

Als Jean-Baptiste Yvel 1788 starb, gelangte das Nießbrauchrecht am Schloss nicht wieder zurück an die Eigentümer, denn schon im Jahr 1782 hatte Charles de Rohan dieses Recht gegen 100.000 Livres für die Zeit nach Yvels Tod an Pierre Nicolas Comynet und seine Frau verkauft. Erst nach Comynets Tod 1817 konnte die Familie Rohan wieder vollständig über die Schlossanlage verfügen. Eigentümer waren zu jenem Zeitpunkt zu je gleichen Teilen Louis VI. Henri Joseph de Bourbon, prince de Condé, und Louise-Adélaïde de Bourbon-Condé, die beiden Kinder von Charlesʼ Tochter Charlotte aus ihrer Ehe mit Louis V. Joseph de Bourbon, Fürst von Condé, sowie Marie Louise Joséphine de Rohan, eine Tochter Victoires, und Berthe Antoinette Aglaé de Rohan-Guéméné, eine Enkelin Victoires. Da die Ländereien der Seigneurie nicht so aufgeteilt werden konnten, dass sie den vier gleichen Anteilen ihrer Eigentümer entsprachen, wurden Schloss und Herrschaft 1822 versteigert. Die Schlossanlage brachte dabei 131.000 Francs, für die anderen Besitzungen kamen noch einmal 574.000 Francs zusammen, sodass sich der Verkausferlös auf insgesamt 705.000 Francs belief. Neue Eigentümer wurden Louis François Xavier Declercq und das Ehepaar Lefebvre, denen je eine Hälfte gehörte. Eine Beschreibung der Schlossanlage aus jener Zeit beweist, dass ihr damals bereits einer der ursprünglichen sechs Türme fehlte. Vermutlich war er absichtlich niedergelegt worden, um den wehrhaften Charakter zu mildern.
Am 30. Dezember 1829 erwarben Armand Meriadec Benjamin de Rohan-Rochefort, Sohn des Fürsten von Rochefort, und Berthe Antoinette Aglaé de Rohan-Guéméné den Besitz für die Familie Rohan zurück. Der Kaufpreis betrug 700.000 Francs. Berthe lebte bis zu ihrem Tod im Jahr 1841 im Schloss und hinterließ es ihrem Mann, der 1846 verstarb. Schon am 20. November 1844 war das Schloss samt Park für 265.000 Francs an Victoire Alexandrine Legrand, geborene Caffin, veräußert worden. Sie hinterließ es ihrer gleichnamigen Tochter, einer verheirateten Madame Touchard, die es in zwei Teilen am 7. Juni 1855 und am 26. Juli 1856 für insgesamt 270.000 Francs dem Pariser Bankier Paul Lambert Louis Poictevin verkaufte. Von diesem erwarb es am 8. November 1867 der Graf Philippe Vitali, prince de Sant’Eusebio, für 280.000 Francs. Vitali hatte als Unternehmer im Eisenbahnsektor ein stattliches Vermögen gemacht und ließ das verwahrloste Schloss von dem Architekten und Viollet-le-Duc-Schüler Charles Henri Cazaux im neogotischen Stil restaurieren. Ab 1888 wurde dabei nicht nur alte Bausubstanz saniert, sondern es wurden auch ruinöse Teile niedergelegt und durch neue Bauten ersetzt. Unter Philippe Vitali entstanden so die neugotische Kapelle am Westende des Nordflügels (dort, wo man gemäß einer Schlossbeschreibung aus dem Jahr 1660 die erste Schlosskapelle vermutete) und der wuchtige Donjon-Nachbau am Südende des Ostflügels. 1894 folgten die zwei Pavillons am Eingang des Schlossgeländes, nachdem bereits zwei Jahre zuvor das Gärtnerhaus restauriert worden war. Der Graf ließ auch die zum Teil eingebrochenen und verlandeten Wassergräben wiederherstellen. Dabei wurden die Reste zweier mittlerweile verschwundener Schlossflügel gefunden. Die Arbeiten dauerten noch bis mindestens 1905, denn in jenem Jahr erfolgte die Wiederherstellung des Kutscherhauses. Sie gaben der Anlage ihr heutiges Aussehen. Die Innenräume erhielten eine Ausstattung mit neuester Technik und eine Einrichtung mit Möbeln, die teilweise aus dem 15. bis 17. Jahrhundert stammten. Der neue Schlossherr forstete zudem den Schlosspark wieder auf und vergrößerte den zum Schloss gehörenden Landbesitz, sodass dieser schließlich eine Größe von etwa 3800 Hektar hatte.

### Seit Beginn des 20. Jahrhunderts
Philippe Vitali hinterließ das Schloss bei seinem Tod 1909 seinem Sohn Georges, der aus finanziellen Gründen gezwungen war, es zu verkaufen. 1919 dachte der Conseil général von Seine-et-Oise daran, die Anlage zu erwerben, um darin eine Art Waisenhaus zu betreiben, doch der Plan wurde nicht verwirklicht. Und so stand die Anlage schon einige Jahre zum Verkauf, ehe Robert Le Coat de Kerveguen sie am 13. Juni 1922 für 800.000 Francs erwarb. Seine Familie hatte ihr Vermögen mit Gewürzen, Kaffee und Zuckerrohr auf La Réunion gemacht und bewohnte das Schloss bis 1992. Den Zweiten Weltkrieg überstand die Anlage fast völlig unbeschadet, lediglich ein Teil des Daches trug durch eine Granate Schäden davon. Nach einer kurzen Besatzung durch deutsche Soldaten wurde das Schloss vorübergehend als Unterkunft für Arbeiter genutzt, ehe es ab Ende 1942 als Krankenhaus für Tuberkulosekranke diente. 1992 entschlossen sich die Eigentümer dazu, das gesamte Anwesen zu verkaufen, denn neben anderen Gründen war sein Unterhalt eine zu schwierige und kostspielige Angelegenheit. Für 13 Millionen Francs ging Schloss Vigny am 29. April jenes Jahres an das Ehepaar Olivier und Isabelle Michelle Dewavrin, die es am 12. November 2001 einem japanischen Unternehmen unter der Leitung von Hisoto Mizumoto verkauften. Bis 2009 betrieb dieses dort eine Kochschule für französische Küche, für welche die einstigen Pferdeställe zu Schulküchen umgestaltet wurden. Ein anderes altes Gebäude diente der Schule als Backstube.
Nach der Einstellung des Schulbetriebs blieb die Schlossanlage lange Jahre ungenutzt und stand leer. 2015 wurde sie dann zum Verkauf angeboten, ihr Wert war zuvor auf rund fünf Millionen Euro geschätzt worden. Mit der SCI Château de Vigny wurde 2016 eine neue Eigentümerin gefunden, die bereit war, sich der sanierungsbedürftigen Anlage anzunehmen. Ihr Geschäftsführer Fabrice Levesque wollte darin ein Luxushotel einrichten, sah sich aber mit unvorhergesehenen Hindernissen konfrontiert: Sämtliche Holzkonstruktionen des Hauptgebäudes waren vom Hausschwamm befallen, sodass die geplanten neun Monate Restaurierungszeit bei weitem nicht ausreichten, um das Schloss einer neuen Nutzung zuzuführen. Nach anfänglich investierten 600.000 Euro stiegen die veranschlagten Kosten aufgrund des Hausschwammbefalls auf sechs Millionen Euro für eine zweite Restaurierungsphase. Mit einem Ende der Maßnahmen wird frühestens 2021 gerechnet. Nach einer abschließenden dritten Restaurierungs- und Sanierungsphase wird die Wiederherstellung der gesamten Schlossanlage geschätzte 25 Millionen Euro gekostet haben.

## Beschreibung

Lageplan des Schlosses von 1902

Schloss Vigny steht im Herzen des Vexin français im Tal der Oise. Es befindet sich im Ortskern gegenüber dem Rathaus von Vigny, das etwa 40 Kilometer nordwestlich von Paris in der Region Île-de-France liegt. Die Anlage besteht aus einem Hauptschloss und einigen auf dem Schlossareal stehenden Nebengebäuden, die von einem etwa 20 Hektar großen Schlosspark umgeben sind. Dieser ist teilweise als englischer Landschaftsgarten und teilweise als französischer Barockgarten gestaltet.

### Hauptschloss
Das zweiflügelige Hauptschloss steht auf einer ungefähr rechteckigen Insel. Sie ist allseitig von einem breiten Wassergraben umgeben, der von der Aubette gespeist wird. Das heutige Gebäude ging aus einem vierflügeligen Wasserschloss der Renaissance hervor, dessen Trakte einen nahezu quadratischen Innenhof umschlossen. 1660 standen in diesem Hof zwei viereckige Türme. Die Ecken des Schlosses waren durch vier Rundtürme mit Maschikulis befestigt, das Hauptportal an der Nordseite war noch einmal durch zwei zusätzliche Rundtürme geschützt. Eine Zugbrücke führte über den Wassergraben zum Burgtor. Eine weitere Brücke existierte an der Südwest-Ecke des Schlosses.

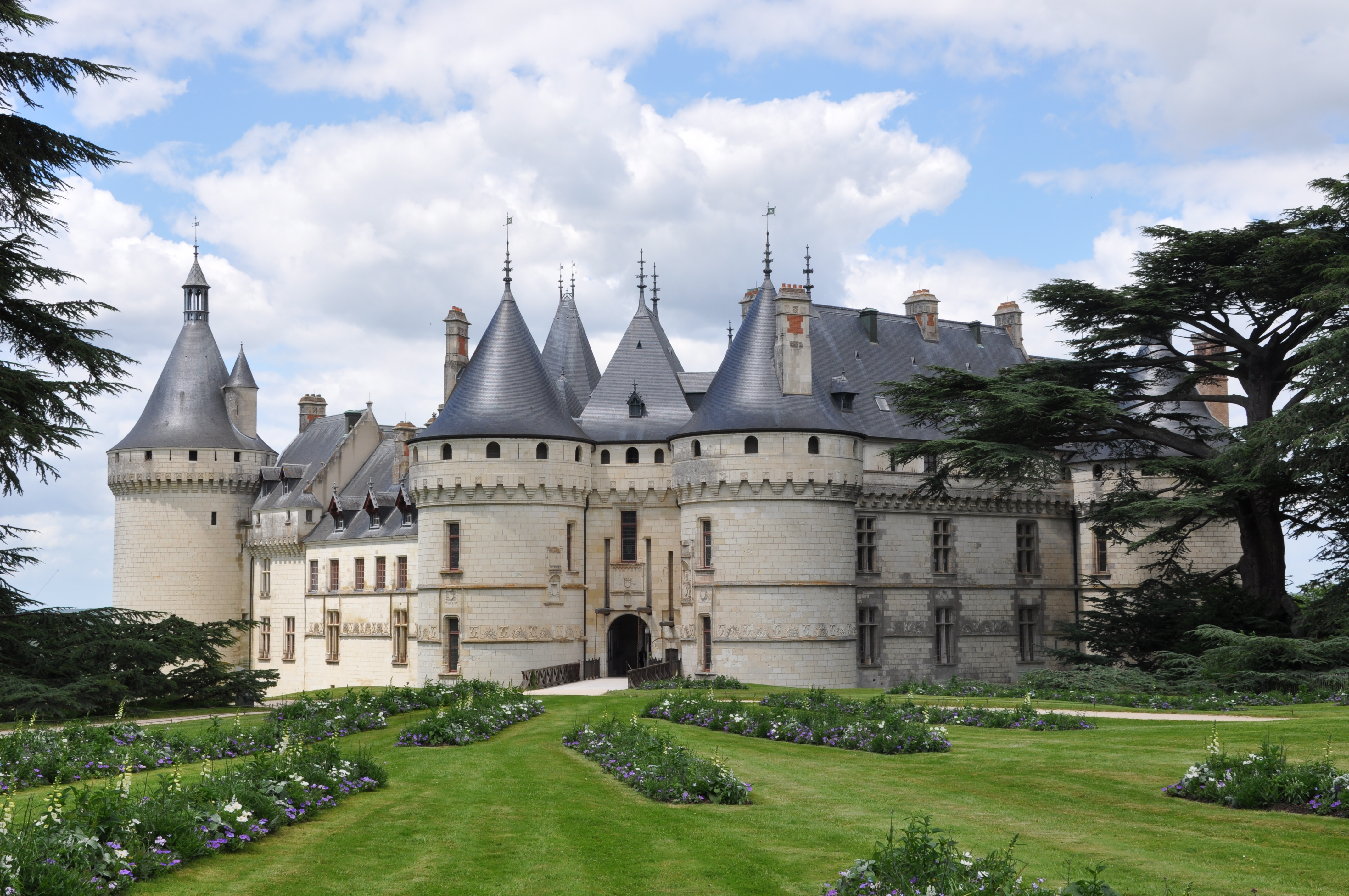
Die Fassade des Schlosses Chaumont ist der Vignys sehr ähnlich

Von den Bauten im 17. Jahrhundert sind heute nur noch der Nord- und Ostflügel sowie fünf der Rundtürme mit schiefergedeckten Kegeldächern vorhanden. Die nördliche Zugbrücke wurde durch eine gemauerte Bogenbrücke ersetzt. Sie führt zum befestigten Torbau mit spitzbogigem Tor, über dem das Wappen und Motto Anne de Montmorencys zu finden sind. Die beiden flankierenden Türme zeigen die Wappen der Familien Amboise und Rohan. Das heutige Aussehen des Schlosses ist durch eine historistische Restaurierung ab 1888 geprägt. Sowohl der Donjon am Ende des Ostflügels als auch die neugotische Kapelle am Ende des Nordflügels sind Neubauten vom Ende des 19. Jahrhunderts. Die Fassade des nördlichen Trakts besteht komplett aus hellem Haustein. Es gilt als sicher, dass ihre große Ähnlichkeit mit der Schaufassade des Schlosses Chaumont darauf zurückzuführen ist, dass an beiden Schlössern dieselben Künstler und Handwerker beteiligt waren. Die Außenfassade des Ostflügels zeigt hingegen Bruchsteinmauerwerk. Dort ist Haustein nur in Form von Rahmungen der Fenster- und Türöffnungen vertreten. Die Mehrheit der Schlossfenster sind Kreuzstockfenster, lediglich die Rundtürme zeigen Querstockfenster, die von Kielbögen bekrönt sind. Große Fensteröffnungen auf Höhe des Dachgeschosses besitzen aufwändig gearbeitete Lukarnen mit Fialen und abschließenden Kreuzblumen.
Das Schloss hat auf einer Grundfläche von 4000 m² 176 Räume, deren heute noch vorhandene architektonische Ausstattung vom Ende des 19. Jahrhunderts stammt. Dazu zählen unter anderem die Küche, Esszimmer und Schlafzimmer inklusive Sanitäreinrichtungen im Donjon sowie Salons, Ankleidezimmer, Spielzimmer, Billardzimmer, Musikzimmer und Bibliothek im Ostflügel. Sie verdeutlichen sehr gut den Lebensstil einer reichen Industriellenfamilie, die in den Adelsstand erhoben wurde. Im Nordflügel wurden die Räume in den drei Obergeschossen durch einen hofseitigen Treppenturm erschlossen.

### Nebengebäude

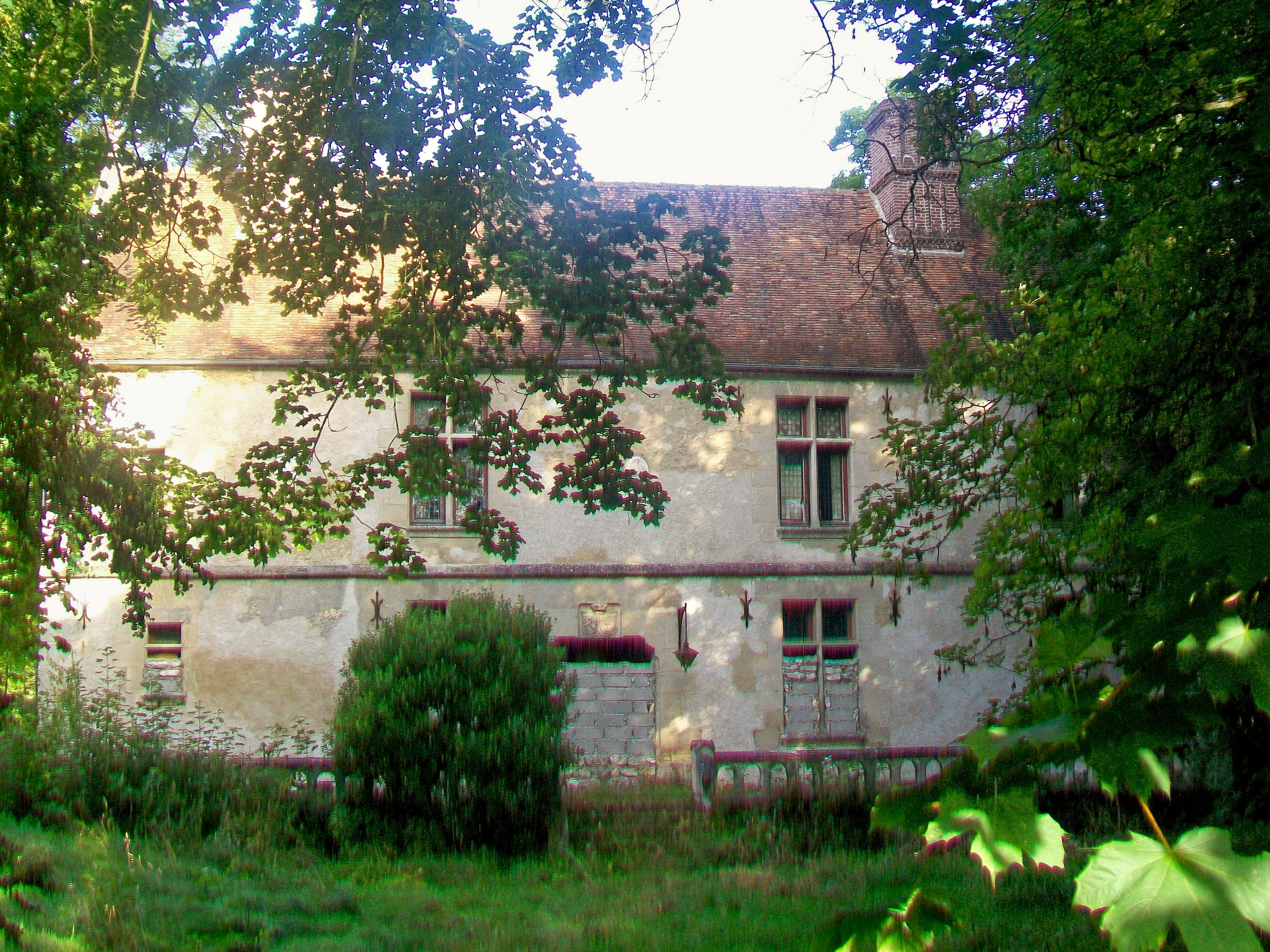
Das Manoir de la Comté ist eines der vielen Nebengebäude

Zum Schlossareal gehören etwa ein Dutzend Nebengebäude, die ebenfalls unter Denkmalschutz stehen. Dazu zählt auch das sogenannte Manoir de la Comté, ein Herrenhaus aus dem 16. Jahrhundert, das die Schlossbesitzer früher als Winterquartier nutzten, weil es einfacher zu beheizen war als das große Hauptschloss. Ferner gehören dazu: das Wachenhaus, der Marstall, eine Orangerie, vier Eingangspavillons, Gewächshäuser und der ehemals zum Schloss gehörende Gutshof mit einem 4250 Nistlöcher zählenden Taubenturm.

## Das Schloss als Filmkulisse
Schloss Vigny diente oft als Kulisse für Filmproduktionen. Mehr als 40 Projekte wurden bisher auf dem Schlossareal oder in den Innenräumen verwirklicht. Schon 1942 wurde dort ein Teil des französischen Dramas Der blaue Schleier (Le voile bleu) mit Gaby Morlay gedreht. Nur ein Jahr später folgte Abel Gances Fracasse, der freche Kavalier (Le Capitaine Fracasse) mit Fernand Gravey und Assia Noris. In den 1960er-Jahren nutzte Jean-Paul Le Chanois das Schloss als Kulisse für seinen Film Mandrin, der tolle Musketier (Mandrin, bandit gentilhomme), ebenso wie Georges Lautner für seine 1964 erschienene Agentengroteske Mordrezepte der Barbouzes (Les Barbouzes). Weitere in Vigny gedrehte Filme waren die Burleske Hurra, die 7. Kompanie ist wieder da! (On a retrouvé la septième compagnie) des Regisseurs Robert Lamoureux (1975), die Komödie Ein irrer Typ mit Jean-Paul Belmondo und Raquel Welch in den Hauptrollen (1977) sowie 1993 Jean-Marie Poirés Die Besucher und der Mantel-und-Degen-Film D’Artagnans Tochter (La Fille de d’Artagnan), der 1994 mit Sophie Marceau in die Kinos kam. Zuletzt war die Schlossanlage in der französischen Fernsehserie Ce jour-là, tout a changé (2009 bis 2010) und in dem Musikvideo zu dem Song Te amo der R&B-Sängerin Rihanna zu sehen.